# Dohányipar
A dohányipar a dohány termesztésében, valamint a dohány és a dohánnyal kapcsolatos termékek gyártásában, eladásra való előkészítésében, szállításában, reklámozásában és kereskedelmében részt vevő személyeket és társaságokat jelenti.
A dohány az egyik legszélesebb körben elterjedt mezőgazdasági termék a világon. 1617 és 1973 között a dohány volt az angol-amerikai földrészen fekvő gyarmatok és az Amerikai Egyesült Államok legértékesebb exportcikke. 1960-ig az Amerikai Egyesült Államok több dohányt termesztett, sőt gyártott és exportált, mint a világ bármely más országa. A dohányzás halálhoz vezető hatását alátámasztó perdöntő epidemiológiai bizonyítékok nyilvánosságra hozatala óta (1964) a dohánytermelők és -gyártók hivatalos támogatása erőteljesen csökkent, annak ellenére, hogy vitathatatlanul nagy mértékben járulnak hozzá a gazdaság agrár-, pénzügyi, termelési és exportágazatához.

## Történelme
A dohány termesztésének és forgalmazásának történelmével kapcsolatban, lásd A dohány, A dohányzás és az ezekhez hasonló szócikkeket.

## Jelenlegi állapot
A dohányipar kifejezés általában a cigaretta, szivar, tubák, burnót és pipadohány gyártásával foglalkozó vállalatokat foglalja magában. A termelés mennyiségét tekintve a világ legnagyobb dohányipari cége a China National Tobacco Co.. Az 1990-es és a 2000-es évek kiterjedt egyesülési és felvásárlási tevékenységét követően a nemzetközi piacot öt cég uralja: a Philip Morris International, a British American Tobacco (az amerikai piacon a Reynolds American, Inc. képviseli, melyben 42%-os részesedést szerzett), a Japan Tobacco, az Altria és az Imperial Tobacco.
A dohányreklámok egyre inkább korlátozások közé kényszerülnek az egész világon, így Ázsiában és Afrikában is.

## Az ipar kilátásai az Egyesült Államokban
Az Egyesült Államok dohányiparát súlyos veszteségek érték az 1990-es évek közepe óta, amikor is számos amerikai állam a dohányipar ellen indított pereket sikerre vitte. A keresetekben az államok azt állították, hogy a dohányzás rákot okoz, valamint hogy az iparág vállalatai ennek tudatában voltak, és szándékosan kisebbítették ennek a felfedezésnek a jelentőségét, hozzájárulva ezzel ezen államok számos állampolgárának betegségéhez és halálához.
Bebizonyosodott, hogy az iparág több évtizedre visszamenő belső feljegyzéseiben részletesen szerepel, hogy a (nikotintartalmú) dohány függőséget okoz és rákkeltő (karcinogén).
A kereset eredményeképpen a dohányipari cégek egy csoportjának jelentős mennyiségű készpénzes kártérítést kellett fizetnie az őket beperelő államoknak. Továbbá a fenti kereset lezárása óta csoportos keresetekben magánszemélyek is fellépnek, egyéni kártérítést követelve.
A dohányipar nagyrészt sikeres volt ezekben a peres eljárásokban, mivel a pereket az esetek többségében az iparág nyerte. A dohányperek első 42 éve során (1954 és 1996 között) az ágazat fenntartotta a peres eljárások nyomán büntetlenségét annak a taktikának köszönhetően, amit az R.J. Reynolds Tobacco Company belső feljegyzése így fogalmaz meg: „Patton tábornok szavait átfogalmazva úgy nyertük meg ezeket az ügyeket, hogy nem mi költöttük el a Reynolds összes pénzét, hanem elintéztük, hogy a másik költse el az övét.” 1995 és 2005 között az USA-ban a keresetek 59%-ában nyert a dohányipar vagy első fokon, vagy fellebbezést követően.
2009 júniusában, Barack Obama amerikai elnök aláírta a Family Smoking Prevention and Tobacco Control Act elnevezésű törvényt, amelyet „elsöprően dohányzásellenes” törvénynek neveznek. Egyéb korlátozások mellett a törvény betiltotta az olyan alkotóelemek, adalékok, növények vagy fűszerek alkalmazását, amely a dohányterméket vagy a füstöt "jellemző ízűvé" teszi (907 paragrafus (a) (1) (a) [1]pont). A tilalom célja, hogy megakadályozza, hogy a gyermekek és a serdülők fiatal korban rászokjanak a cigarettára. Ezzel kapcsolatban az Egyesült Államok Egészségügyi és Humán Szolgáltatások Minisztériuma megjegyzi, hogy „vizsgálatok kimutatták, hogy 17 éves dohányosok háromszor nagyobb valószínűséggel használnak erőteljesen aromásított cigarettát, mint a 25 év feletti dohányosok”. Ez a tilalom azonban nem vonatkozik a mentolos cigarettára, amely nem tartozik a törvény hatálya alá.
A dohányipar ellen indított perek a más országok eltérő jogrendszere miatt elsősorban az Egyesült Államokra korlátozódnak. Sok vállalkozás a folyamatban lévő pereket, mint az Amerikai Egyesült Államokban folytatott üzleti tevékenységhez kapcsolódó költségtényezőt sorolja be, és úgy tekinti, hogy a perek csak kis mértékben fogják befolyásolni a bevételt .

## Érvek és ellenérvek
A dohányiparral kapcsolatban két bebetonozott érdekcsoportnak van véleménye: (a) az iparág résztvevőinek és (b) a dohányzásnak tulajdonítható halálesetek által az érintett személyeknek. Ezek az érdekek összeütközésbe kerülnek, mivel hatalmas pénzösszegeket, régóta (történelmileg) fennálló meggyőződésrendszereket, valamint a szeretett családtagok korai elhalálozását foglalnak magukba.
Az ágazat résztvevői úgy érvelnek, hogy a kereskedelmi méretű dohánytermesztés az amerikai gazdaság és a világgazdaság elengedhetetlen része. Azt állítják, hogy csupán az Egyesült Államokban több ezer mezőgazdasági termelő él a dohánylevélnek az iparág számára történő termeléséből. Arra hivatkoznak, hogy a dohányipar évente több milliárd dollár adóval járul hozzá az állami és a szövetségi kormányzatok bevételeihez.
Az aktív illetve passzív dohányzásnak betudható nagy halálozási arány által érintett lakosság, illetve a szimpatizánsok arra hivatkoznak, hogy a világ dohányosainak fele dohányzással kapcsolatos okok miatt hal meg. A WHO szerint ez azt jelenti, hogy a mintegy 650 millió jelenleg dohányzó ember megelőzhető ok miatt fog meghalni. Azt is kiemelik, hogy a dohányzással kapcsolatos egészségi problémák hozzájárulnak a növekvő egészségügyi költségekhez.

## Dohányszabályozás
2004. május 11-én az Egyesült Államok a világ 108. országaként aláírta az Egészségügyi Világszervezet egész világra kiterjedő Dohányzás-ellenőrzési Keretegyezményét. Ez a szerződés széles körű korlátozásokat vezet be a dohánytermékek értékesítése, reklámozása, szállítása, valamint adóztatása területén. Az Amerikai Egyesült Államok Szenátusa még nem ratifikálta a szerződést, és még nincs erre vonatkozó ütemterve sem.

### A füstmentes dohánytermékek szabályozásának megváltoztatására irányuló munka
2007-től kezdve a British American Tobacco, a Reynolds American, az Imperial Tobacco és a Philip Morris lobbiznak az Európai Uniónál a cigaretta füstmentes alternatíváin jelenleg fennálló tilalom megszüntetése érdekében. Ezt Nagy-Britanniában 1990-ben vezették be, miután amerikai Smokeless Tobacco cég megpróbálta szájon keresztüli fogyasztásra piacra dobni a Skoal Bandits elnevezésű tasakos dohányt. A tilalom feloldására létrejött mozgalmat támogatják a dohányzás elleni csoportok és a Királyi Orvoskollégium (Royal College of Physicians) is, mivel az iparág által bevezetni szándékozott szájon keresztül fogyasztott dohány igazolhatóan csak a hasnyálmirigy-rák kockázatát növeli, de nem növeli a szájüregi rák vagy a tüdőrák kockázatát. Néhány tanulmány utal a szájüregi rák megszaporodására, de az adatok statisztikailag csak nagyon ritkán szignifikánsak.
A különböző típusú füstmentes dohánytermékek eltérő kockázatúak. Mindegyiknek negatív egészségügyi hatásai vannak, de úgy tűnik, hogy biztonságosabbak, mint a cigaretta. Van némi aggály a tekintetben, hogy a füstmentes dohánytermékeket "ugródeszkaként" fogják használni a cigaretta forgalomba hozatalának hatékonysága érdekében. Az elmélet ellenzői a snüsszt (alkoholba áztatott dohány) hozzák fel ellenpéldaként. Európában a dohányzással kapcsolatos betegségek száma Svédországban a legalacsonyabb, Svédország az egyetlen ország, amely a WHO által megcélzott szint alá csökkentette a dohányzást, és ez az egyetlen olyan európai uniós ország, ahol a snüssz (svéd füstmentes dohánytermék, oly módon készül, hogy minimálisra csökkentik a rákkeltő anyagok legfontosabb csoportjait) teljesen legális. Svédországi tanulmányok azt mutatják, hogy az emberek hajlamosak a dohányzást snüsszre váltani, és nem pedig fordítva.

## Termelés országok vagy régiók szerint
Az Egyesült Nemzetek Élelmezési és Mezőgazdasági Szervezetének (FAO) becslése szerint az egyes országok/régiók nyersdohány-termelése a következőképpen alakul 2000-ben (az adatok ezer tonnában vannak megadva):
| Ország vagy régió | Termelés (1000 tonna) |
| ----------------- | --------------------- |
| Kína              | 2298,8                |
| India             | 595,4                 |
| Brazília          | 520,7                 |
| Egyesült Államok  | 408,2                 |
| Európai Unió      | 314,5                 |
| Zimbabwe          | 204,9                 |
| Törökország       | 193,9                 |
| Indonézia         | 166,6                 |
| Oroszország       | 116,8                 |
| Malawi            | 108,0                 |